# Bottrop
Bottrop – miasto na prawach powiatu położone w zachodniej części Niemiec, w kraju związkowym Nadrenia Północna-Westfalia, w rejencji Münster, w Zagłębiu Ruhry (niem. Ruhrgebiet).

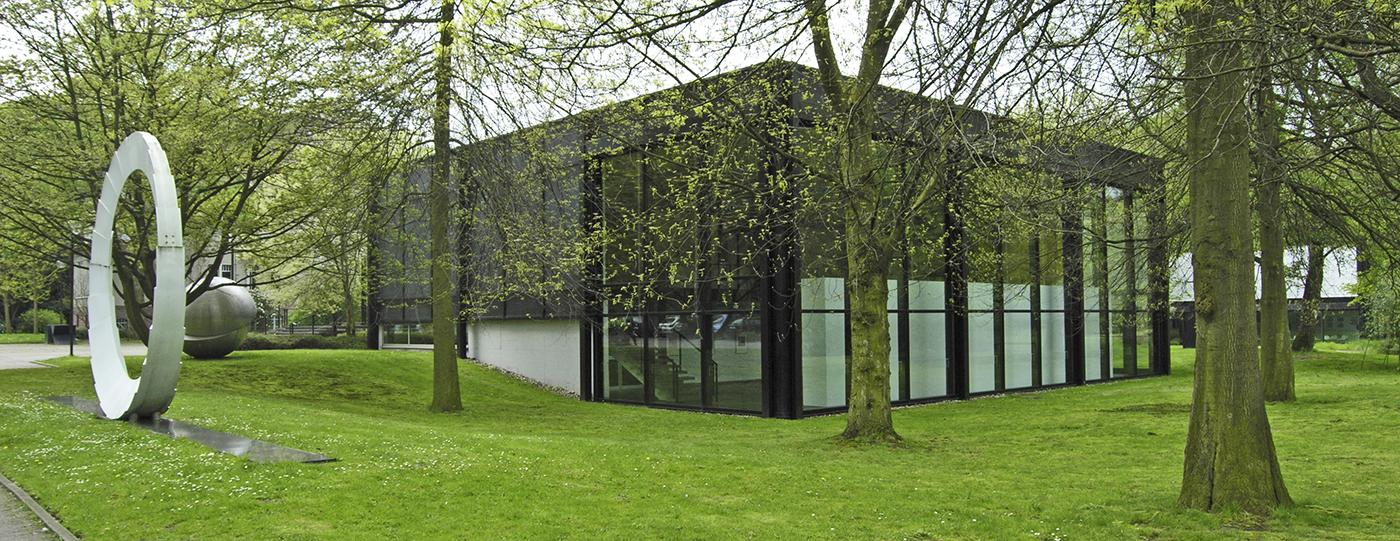
Muzeum w Bottrop

## Historia
Pierwsza wzmianka historyczna o Borthorpe pochodzi z roku 1092. Pierwsza kopalnia, Prosper I, została zbudowana w 1856 roku. W roku 1919 Bottrop otrzymało prawa miejskie.

## Demografia
| Rok  | Liczba ludności |
| ---- | --------------- |
| 1584 | 900             |
| 1782 | 1661            |
| 1805 | 2178            |
| 1818 | 2214            |
| 1830 | 2739            |
| 1858 | 3871            |
| 1871 | 5396            |
| 1880 | 7724            |
| 1890 | 13 595          |
| 1895 | 18 015          |
| 1900 | 24 847          |
| 1905 | 34 284          |

| Rok  | Liczba ludności |
| ---- | --------------- |
| 1910 | 47 162          |
| 1916 | 67 294          |
| 1917 | 68 210          |
| 1919 | 71 139          |
| 1925 | 77 197          |
| 1933 | 86 218          |
| 1939 | 83 385          |
| 1945 | 78 564          |
| 1946 | 80 724          |
| 1950 | 93 268          |
| 1956 | 104 816         |
| 1961 | 111 548         |

| Rok    | Liczba ludności |
| ------ | --------------- |
| 1965   | 113 746         |
| 1970   | 106 657         |
| 1975 ¹ | 197 855         |
| 1980   | 114 571         |
| 1985   | 112 487         |
| 1987   | 114 640         |
| 1990   | 118 936         |
| 1995   | 120 642         |
| 2000   | 120 611         |
| 2005   | 119 649         |

¹ Od 1 stycznia 1975 do 30 czerwca 1976 do Bottrop należało sąsiednie miasto Gladbeck.

## Dzielnice
- Kirchhellen
- Ekel
- Hardinghausen
- Overhagen
- Feldhausen
- Holthausen
- Grafenwald
- Eigen
- Fuhlenbrock
- Stadtmitte
- Batenbrock
- Boy
- Welheim
- Welheimer Mark
- Ebel
- Lehmkuhle
- Vonderort

## Polityka
- Nadburmistrz: Bernd Tischler (SPD)
- Rada miejska (po wyborach w 2020)[2]:
  - Partie i liczba mandatów:
    - DKP: 2
    - Linke: 2
    - Grüne: 8
    - SPD: 24
    - ÖDP: 2
    - FDP: 2
    - CDU: 14
    - AfD: 4

## Gospodarka
Wydobycie węgla kamiennego i rafinacja ropy naftowej; przemysł ciężki.

## Transport
Miasto stanowi ważny węzeł drogowy przez który lub w jego pobliżu przebiegają autostrady A2, A31 i A42.
W mieście znajduje się stacja kolejowa Bottrop Hauptbahnhof.

## Sport
- VC Bottrop 90 – klub piłki siatkowej mężczyzn
- FC Polonia Bottrop e.V. – polski klub piłki nożnej

## Współpraca
Miejscowości partnerskie:
- Blackpool, Wielka Brytania
- Gliwice, Polska
- Merseburg, Niemcy (Saksonia-Anhalt)
- Mitte, Niemcy (Berlin)
- Tourcoing, Francja
- Veszprém, Węgry.

## Osoby urodzone w Bottrop
- Josef Albers – malarz
- Maksymilian Chrobok – działacz społeczny
- August Everding – reżyser
- Theo Jörgensmann – klarnecista
- Franciszek Klon – pisarz
- Pelagia Scheffczyk – fakturzystka, kurierka polskiego wywiadu ZWZ[4]
- Stanisław Wierzbica – ksiądz katolicki
- Ernst Wilczok – polityk, wieloletni burmistrz miasta Bottrop
- Ernst Löchelt – polityk